# Franga-d'água-grande

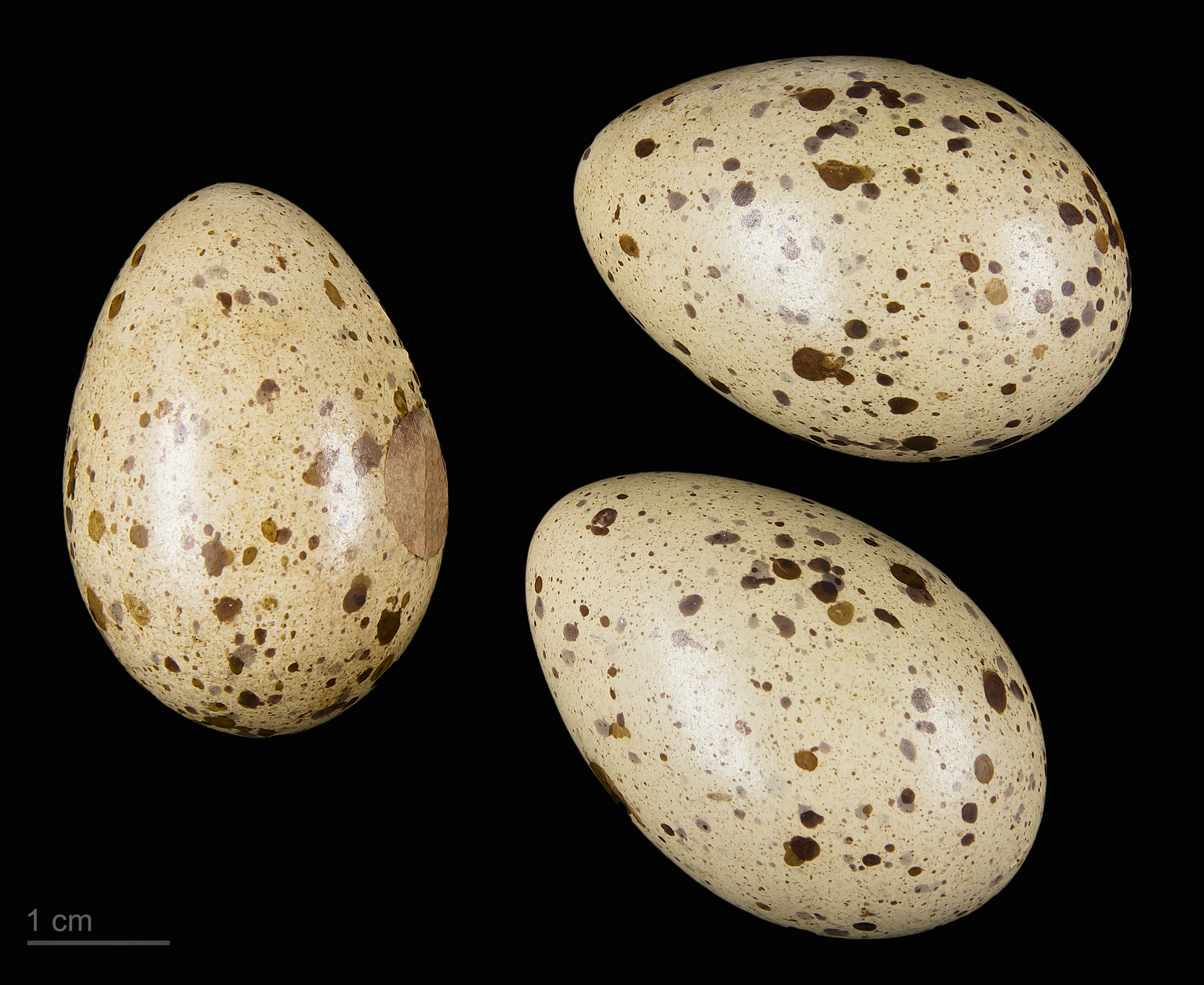
Porzana porzana - MHNT

A franga-d'água-malhada (Porzana porzana) é uma ave da família Rallidae. Tal como os restantes membros da sua família, frequenta zonas de vegetação palustre muito densa, sendo por isso difícil de observar.
Nidifica em diversos países da Europa central e ocorre em Portugal como invernante.

## Subespécies
A espécie é monotípica (não são reconhecidas subespécies).